# Gare de Pornic
Gare de Pornic vasútállomás Franciaországban, Pornic településen.

## Vasútvonalak
Az állomást az alábbi vasútvonalak érintik:
- Sainte-Pazanne–Pornic-vasútvonal

## Kapcsolódó állomások
A vasútállomáshoz az alábbi állomások vannak a legközelebb:
- Gare de La Bernerie